# Pro tempore
Pro tempore è una locuzione latina che viene utilizzata, nel linguaggio comune, per indicare una situazione temporanea e non definitiva.
Nel linguaggio giuridico, la locuzione viene invece utilizzata per indicare la vigenza di una carica politica o di una funzione amministrativa.